# Sättertorp
Sättertorp är en gård i Åsbo socken, Boxholms kommun. Gården bestod av 1/8 hemman frälse.

## Brukare av gården
| Period    | Namn               | Levnadstid |
| --------- | ------------------ | ---------- |
| 1700-1701 | Anders             |            |
| 1708-1712 | Håkan Persson      |            |
| 1762-1771 | Håkan              |            |
| 1772-1773 | Per Persson        |            |
| 1776-1784 | Måns Jonsson       |            |
| 1785-1798 | Eric Danielsson    | 1754-      |
| 1805-1810 | Anders Jonsson     | 1750-      |
| 1810-1820 | Måns Andersson     | 1778-      |
| 1820-1825 | Carl Persson Ström | 1785-      |
| 1825-1828 | Adam Johansson     | 1795-      |
| 1828-1834 | Nils Sander        | 1799-      |
| 1825-     | Carl Johan Sander  | 1825-      |

## Olstorp
Det är ett torp som låg under Sättertorps ägor och tog ur bruk 1830, de sista boende där var kakelmakaren Anders Nyman med familj. Olstorp omnämns 1784 som tidigast och då bor Carl Olsson där.